# 広島県道429号若屋秋町線
広島県道429号若屋秋町線（ひろしまけんどう429ごう わかやあきまちせん）は、広島県三次市を通る一般県道である。

## 概要
三次市粟屋町若屋から江の川（可愛川）左岸沿いを通り、三次市秋町に至る。

### 路線データ
- 起点：三次市粟屋町若屋（広島県道64号三次美土里線交点）
- 終点：三次市秋町（国道54号交点）
- 総延長：3.23 km
- 異常気象時通行規制区間：全線

## 歴史
- 1960年（昭和35年）10月10日 - 広島県告示第682号により広島県道152号若屋秋町線として認定される。
- 1971年（昭和46年）7月1日 - 集中豪雨による出水で三次市粟屋町地内の上村川にかかる城山橋が崩壊。長期間通行不能になる[1]。
- 1972年（昭和47年）11月1日 - 広島県の路線番号再編により現行の路線名称に変更される。

## 地理

### 通過する自治体
- 三次市

### 交差する道路
| 交差する道路             | 交差する場所 | 交差する場所 |
| ------------------------ | ------------ | ------------ |
| 広島県道64号三次美土里線 | 粟屋町若屋   | 起点         |
| 国道54号 国道183号 重複  | 秋町         | 終点         |

### 沿線
- E2A 中国自動車道 江の川PA
- 江の川